# Бочаров, Сергей Георгиевич
Серге́й Гео́ргиевич Бочаро́в (10 мая 1929, Москва — 6 марта 2017, там же) — советский и российский литературовед. Член Союза писателей СССР с 1968 года.

## Биография
В 1952 году окончил филологический факультет МГУ, в 1955 — аспирантуру филологического факультета МГУ. Кандидат филологических наук (1956, диссертация «Психологический анализ в сатире»).
С 1956 года — научный сотрудник ИМЛИ РАН.
Член редколлегий Академического полного собрания сочинений Пушкина (Пушкинский Дом, Санкт-Петербург), Гоголя (ИМЛИ, Москва), словаря «Русские писатели 1800—1917» (издательство «Большая Российская энциклопедия»), член редколлегии журнала «Вопросы литературы» и общественного совета журнала «Новый мир».
Автор около 350 научных статей и публикаций. В их числе исследования о русской классике: об Александре Пушкине, Евгении Баратынском, Льве Толстом, Николае Гоголе, Фёдоре Достоевском, статьи об Андрее Платонове, Константине Леонтьеве, Владиславе Ходасевиче; литературно-научные мемуары (о Михаиле Бахтине).
Лауреат премии фонда «Литературная мысль» (1995), премии журнала «Новый мир» (1999), Новой Пушкинской премии (2005, первое вручение премии), Литературной премии Александра Солженицына (2007).
Умер 6 марта 2017 года. Похоронен на Митинском кладбище.

## Основные труды
- Роман Л. Толстого «Война и мир». — М.: Гослитиздат, 1963. — 142 с. — (Массовая историко-литературная б-ка). (переизд.: 1971, 1978, 1987)
- Поэтика Пушкина: Очерки. — М.: Наука, 1974. — 207 с.
- О художественных мирах: Сервантес, Пушкин, Баратынский, Гоголь, Достоевский, Толстой, Платонов. — М.: Советская Россия, 1985. — 296 с.
- Сюжеты русской литературы. — М.: Языки русской культуры, 1999. — 626 с. — (Язык. Семиотика. Культура). — ISBN 5-88766-037-6.
- Бочаров С. Г., Сурат И. З. Пушкин: Краткий очерк жизни и творчества. — М.: Языки славянской культуры, 2002. — 237 с. — (Studia Philologica: Малая сер.). — ISBN 5-94457-032-6.
- Филологические сюжеты. — М.: Языки славянских культур, 2007. — 653 с. — (Studia philologica). — ISBN 5-9551-0167-5.
- Гоголь в русской критике: Антология / Сост. С. Г. Бочаров. — М.: Фортуна ЭЛ, 2008. — 717 с. — ISBN 5-9582-0042-9.
- Бочаров С. Г., Сурат И. З. А. С. Пушкин: Кто главный герой отечества? правитель? мученик? поэт? воин? мыслитель?. — М.: АСТ: Астрель, 2008. — 254 с. — ISBN 5-17-055775-2.
- Генетическая память литературы. — М.: РГГУ, 2012. — 343 с. — ISBN 5-7281-1341-6.
- Александр Павлович Чудаков: Сборник памяти / Сост. С. Г. Бочаров, И. З. Сурат, при участии М. О. Чудаковой. — М.: Знак: Языки славянской культуры, 2013. — 426 с. — ISBN 5-9551-0664-9.
- Вещество существования: Филологические этюды. — М.: Русскій міръ: Жизнь и мысль, 2014. — 460 с. — (Литературная премия Александра Солженицына 2007 года). — ISBN 5-8455-0183-7.